# Concatedral de San Nicolás (Prešov)
La Concatedral de San Nicolás o simplemente Catedral de Prešov (en eslovaco: Konkatedrála sv. Mikuláša) es un templo católico de rito romano en Prešov y una de las iglesias más antiguas e importantes en Eslovaquia. Las dimensiones externas de concatedral son 54,7 metros de largo, 34,45 de ancho. La altura de la nave central cubierta es de 16 metros y la torre alcanza una altura de 71 metros. El templo es una iglesia de tipo salón gótico tardío (la altura de todas las naves es la misma), con tres naves. Pertenece a la arquidiócesis de Košice.
La catedral es un templo salón con un final poligonal del presbiterio, que está abovedado en estilo gótico y con bóvedas estelares. Hay un coro prolongado con bóvedas conectados al presbiterio principal con arco apuntado en el lado norte del presbiterio. Los Arcos en la parte superior están diseñados como tribunas. 

## Véase también

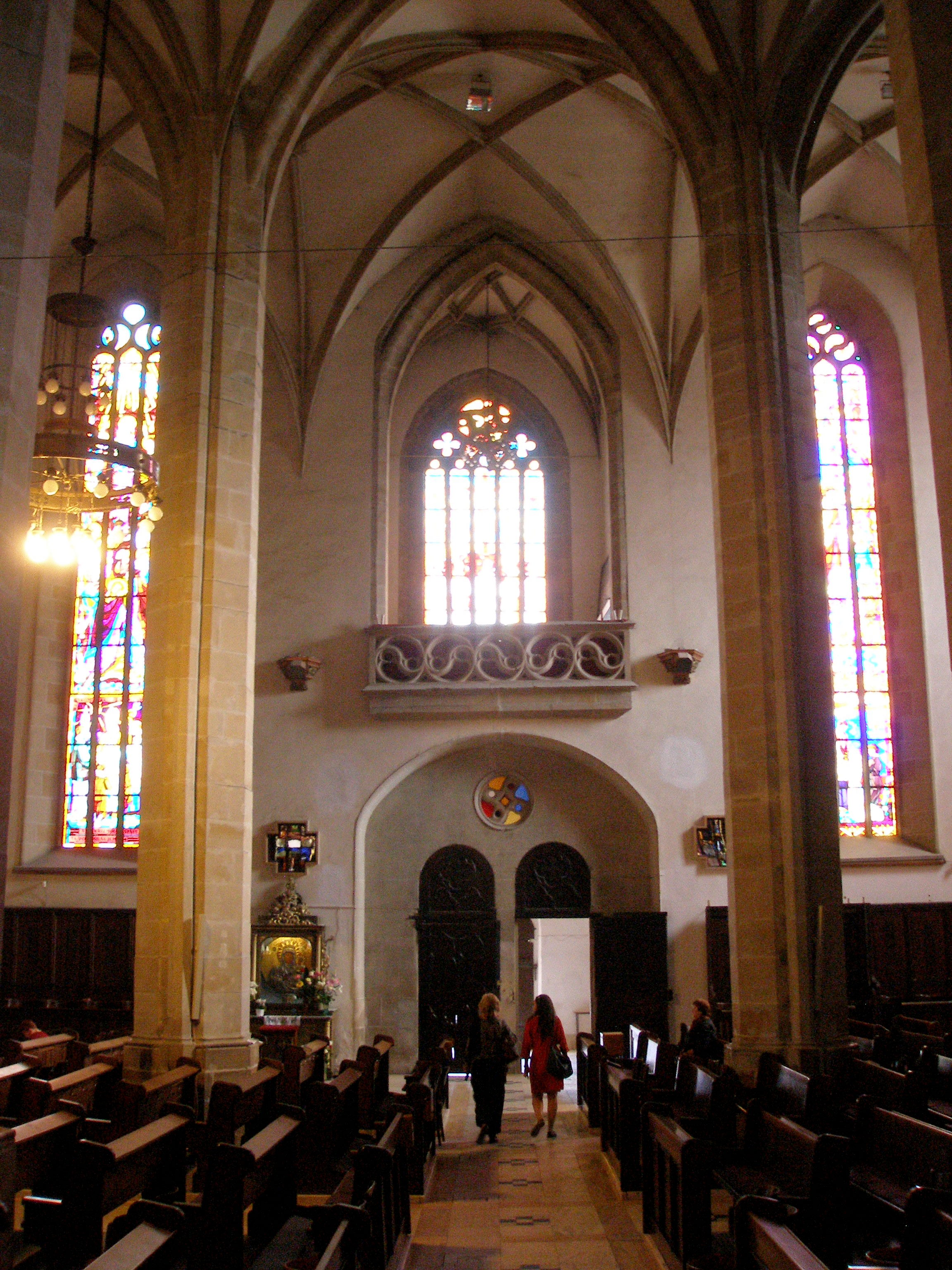
Vista interna